# Sebastian Chmara

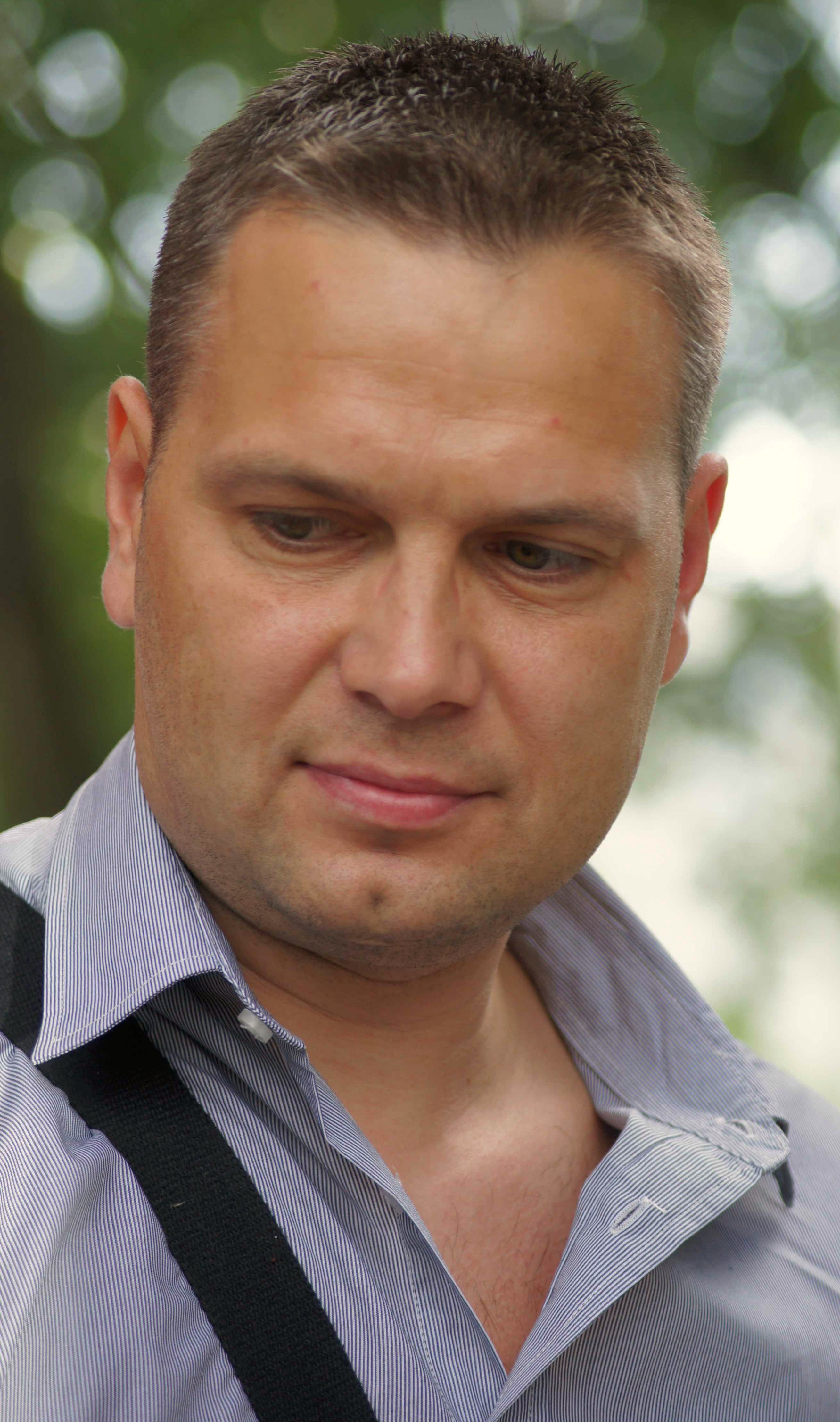
Sebastian Chmara (2011)

Sebastian Chmara (Sebastian Michał Chmara; * 21. November 1971 in Bydgoszcz) ist ein ehemaliger polnischer Zehnkämpfer.
1995 nahm er an den Leichtathletik-Weltmeisterschaften in Göteborg teil, beendet aber nicht den Wettkampf, und gewann Silber bei der Universiade.
Im Jahr darauf wurde er beim Siebenkampf den Leichtathletik-Halleneuropameisterschaften in Stockholm Vierter und kam bei den Olympischen Spielen in Atlanta auf den 15. Platz.
Einer weiteren Aufgabe bei den Weltmeisterschaften 1997 in Athen folgten Goldmedaillen im Siebenkampf bei den Halleneuropameisterschaften 1998 in Valencia und bei den Leichtathletik-Hallenweltmeisterschaften 1999 in Maebashi.

## Persönliche Bestleistungen
- Zehnkampf: 8566 Punkte, 17. Mai 1998, Alhama de Murcia (polnischer Rekord)
- Siebenkampf (Halle): 6415 Punkte, 1. März 1998, Valencia (polnischer Rekord)